# Гиалин человека
Гиалин (лат. hyalinum, от греч. ὕᾰλος — стекло) — белковое полупрозрачное стекловидное вещество, имеющее плотную консистенцию, появляющееся в тканях организма человека при некоторых патологических процессах. Является фибриллярным белком. При иммуногистохимических исследованиях в нём обнаруживают не только белки плазмы крови, фибрин, но также компоненты иммунных комплексов (иммуноглобулины, фракции системы комплемента), липиды. Гиалин устойчив к воздействию кислот, щелочей, ферментов. Является ШИК-положительным. Окрашивается при гистологическом исследовании кислыми красителями (эозин, кислый фуксин); пикрофуксином окрашиваются в жёлтый или красный цвета. 
Механизм образования сложен. Ведущими процессами в нём является деструкция волокнистых структур и плазморрагия (увеличение тканево-сосудистой проницаемости) в связи с дисциркуляторными, метаболическими и иммунопатологическими процессами. С плазморрагией связаны пропитывание ткани белками плазмы и адсорбция их на измененных волокнистых структурах с последующей преципитацией и собственно образованием самого гиалина.